# Boston Marathon 2015

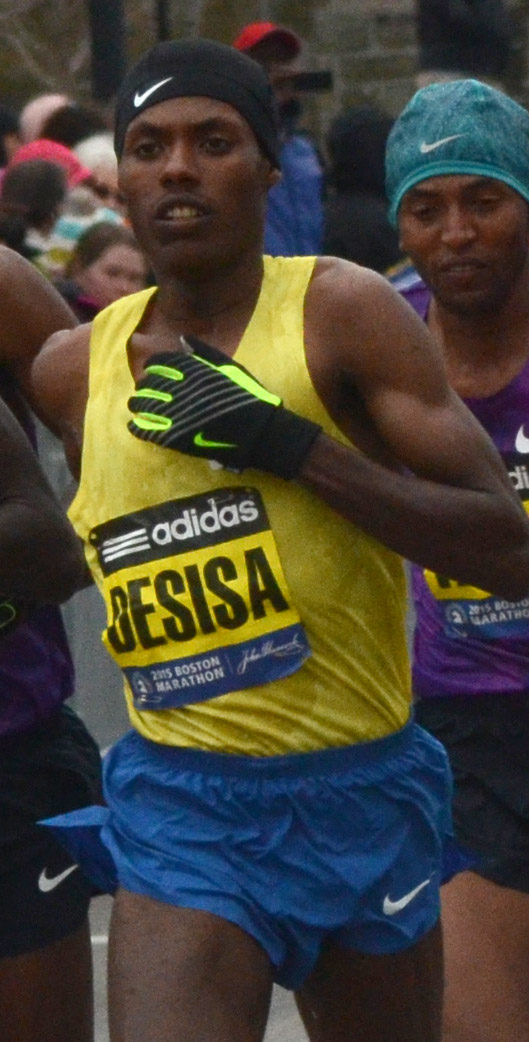
Lelisa Desisa op weg naar de overwinning.

De Boston Marathon 2015 werd gelopen op maandag 20 april 2015 in Boston. Het was de 119e editie van deze marathon. Er werd gelopen met koud weer en een kleine tegenwind drukte de tijden en het aantal toeschouwers dat de organisatie gepland had.
De wedstrijd werd bij de mannen gewonnen door de Ethiopiër Lelisa Desisa in 2:09.17. Op de streep had hij slechts een halve minuut voorsprong op zijn landgenoot Yemane Tsegay. Dit was zijn tweede overwinning, want in 2013 won hij deze wedstrijd ook al eens. Meb Keflezighi uit de Verenigde Staten, die de wedstrijd in 2014 won, moest ditmaal genoegen nemen met een achtste plaats. Bij de vrouwen ging de Keniaanse Caroline Rotich met de hoogste eer strijken en won de wedstrijd in 2:24.55. Zij had aan de finish slechts vier seconden voorsprong op de Ethiopische Mare Dibaba.

## Marathon

### Mannen
| rang   | naam                 | land | tijd    |
| ------ | -------------------- | ---- | ------- |
| Goud   | Lelisa Desisa        | ETH  | 2:09.17 |
| Zilver | Yemane Tsegay        | ETH  | 2:09.48 |
| Brons  | Wilson Chebet        | KEN  | 2:10.22 |
| 4      | Bernard Kipyego      | KEN  | 2:10.47 |
| 5      | Wesley Korir         | KEN  | 2:10.49 |
| 6      | Frankline Chepkwony  | KEN  | 2:10.52 |
| 7      | Dathan Ritzenhein    | USA  | 2:11.20 |
| 8      | Meb Keflezighi       | USA  | 2:12.42 |
| 9      | Tadese Tola          | ETH  | 2:13.35 |
| 10     | Vitaliy Shafar       | UKR  | 2:13.52 |
| 11     | Matt Tegenkamp       | USA  | 2:13.52 |
| 12     | Jeffrey Eggleston    | USA  | 2:14.17 |
| 13     | Lusapho April        | RSA  | 2:16.25 |
| 14     | Nicholas Arciniaga   | USA  | 2:18.02 |
| 15     | Danilo Goffi         | ITA  | 2:18.44 |
| 16     | Sage Canady          | USA  | 2:19.12 |
| 17     | Sergey Zryranov      | RUS  | 2:19.17 |
| 18     | Chris Chavez         | USA  | 2:20.04 |
| 19     | Scott Macpherson     | USA  | 2:20.25 |
| 20     | Christopher Zablocki | USA  | 2:20.35 |
| 21     | Kiyokatsu Hasegawa   | JPN  | 2:20.42 |
| 22     | Benjamin Zywicki     | USA  | 2:21.10 |
| 24     | Ruben Sanca          | CPV  | 2:21.58 |
| 25     | Fernando Cabada      | USA  | 2:22.05 |

### Vrouwen

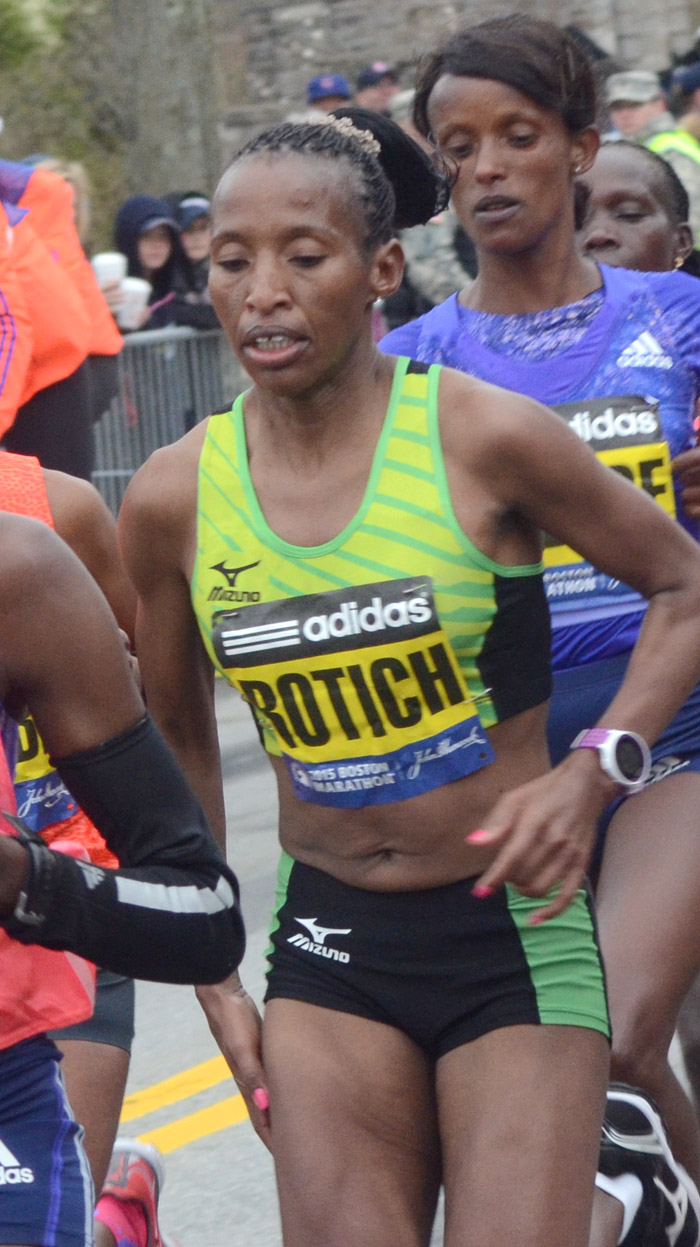
Caroline Rotich tijdens de marathon

| rang   | naam                 | land | tijd    |
| ------ | -------------------- | ---- | ------- |
| Goud   | Caroline Rotich      | KEN  | 2:24.55 |
| Zilver | Mare Dibaba          | ETH  | 2:24.59 |
| Brons  | Bizunesh Deba        | ETH  | 2:25.09 |
| 4      | Desiree Linden       | USA  | 2:25.39 |
| 5      | Sharon Cherop        | KEN  | 2:26.05 |
| 6      | Caroline Kilel       | KEN  | 2:26.40 |
| 7      | Aberu Kebede         | ETH  | 2:26.52 |
| 8      | Demise Shure         | ETH  | 2:27.14 |
| 9      | Shalane Flanagan     | USA  | 2:27.47 |
| 10     | Joyce Chepkirui      | KEN  | 2:29.07 |
| 11     | Aleksandra Duliba    | BLR  | 2:29.23 |
| 12     | Lisa-Christina Nemec | CRO  | 2:35.18 |
| 13     | Adriana Nelson       | USA  | 2:38.47 |
| 14     | Megumi Amako         | JPN  | 2:39.08 |
| 15     | Hilary Dionne        | USA  | 2:40.42 |
| 16     | Lauren Philbrook     | USA  | 2:41.17 |
| 17     | Caitlin Phillips     | USA  | 2:44.28 |
| 18     | Liza Galvan          | NZL  | 2:46.44 |
| 19     | Mayumi Uchiyama      | JPN  | 2:47.17 |
| 20     | Amber Green          | USA  | 2:48.07 |
| 21     | Nuța Olaru           | USA  | 2:48.28 |
| 22     | Andrea Rediger       | USA  | 2:48.41 |
| 23     | Dorota Gruca         | POL  | 2:48.49 |
| 24     | Hiruni Wijagaratne   | SRI  | 2:49.05 |
| 25     | Marie Davenport      | IRL  | 2:49.06 |

## Rolstoel

### Mannen
| rang   | naam             | land | tijd    |
| ------ | ---------------- | ---- | ------- |
| Goud   | Marcel Hug       | SUI  | 1:29.53 |
| Zilver | Ernst Van Dyk    | RSA  | 1:36.27 |
| Brons  | Masazumi Soejima | JPN  | 1:36.28 |
| 4      | Kota Hokinoue    | JPN  | 1:36.29 |
| 5      | Tomasz Hamerlak  | POL  | 1:38.14 |

### Vrouwen
| rang   | naam             | land | tijd    |
| ------ | ---------------- | ---- | ------- |
| Goud   | Tatyana McFadden | USA  | 1:52.54 |
| Zilver | Wakako Tsuchida  | JPN  | 1:53.48 |
| Brons  | Susannah Scaroni | USA  | 1:57.21 |
| 4      | Amanda McGrory   | USA  | 1:57.21 |
| 5      | Sandra Graf      | SUI  | 1:59.18 |

1897 ·
1898 ·
1899 ·
1900 ·
1901 ·
1902 ·
1903 ·
1904 ·
1905 ·
1906 ·
1907 ·
1908 ·
1909 ·
1910 ·
1911 ·
1912 ·
1913 ·
1914 ·
1915 ·
1916 ·
1917 ·
1918 ·
1919 ·
1920 ·
1921 ·
1922 ·
1923 ·
1924 ·
1925 ·
1926 ·
1927 ·
1928 ·
1929 ·
1930 ·
1931 ·
1932 ·
1933 ·
1934 ·
1935 ·
1936 ·
1937 ·
1938 ·
1939 ·
1940 ·
1941 ·
1942 ·
1943 ·
1944 ·
1945 ·
1946 ·
1947 ·
1948 ·
1949 ·
1950 ·
1951 ·
1952 ·
1953 ·
1954 ·
1955 ·
1956 ·
1957 ·
1958 ·
1959 ·
1960 ·
1961 ·
1962 ·
1963 ·
1964 ·
1965 ·
1966 ·
1967 ·
1968 ·
1969 ·
1970 ·
1971 ·
1972 ·
1973 ·
1974 ·
1975 ·
1976 ·
1977 ·
1978 ·
1979 ·
1980 ·
1981 ·
1982 ·
1983 ·
1984 ·
1985 ·
1986 ·
1987 ·
1988 ·
1989 ·
1990 ·
1991 ·
1992 ·
1993 ·
1994 ·
1995 ·
1996 ·
1997 ·
1998 ·
1999 ·
2000 ·
2001 ·
2002 ·
2003 ·
2004 ·
2005 ·
2006 ·
2007 ·
2008 ·
2009 ·
2010 ·
2011 ·
2012 ·
2013 ·
2014 ·
2015 ·
2016 ·
2017 ·
2018 ·
2019 ·
2020 ·
2021 ·
2022